# Charbel Gomez
Charbel Codjo Gomez (Cotonú, Benín, 27 de enero de 2001) es un futbolista beninés. Juega de delantero. Es internacional absoluto por la selección de Benín desde 2017.

## Trayectoria
Gomez entró a las inferiores del Amiens S. C. en 2019 proveniente del ESAE FC, y firmó su primer contrato con el club en julio de 2021.
En marzo de 2023 fue cedido al FC Samgurali de la Erovnuli Liga de Georgia.

## Selección nacional
Debutó con la selección de Benín el 31 de mayo de 2017 ante Costa de Marfil en un encuentro amistoso.

## Estadísticas
Actualizado al último partido disputado el 2 de diciembre de 2023.
| Club                 | Div.          | Temporada     | Liga  | Liga  | Copas nacionales | Copas nacionales | Copas internacionales | Copas internacionales | Total | Total |
| Club                 | Div.          | Temporada     | Part. | Goles | Part.            | Goles            | Part.                 | Goles                 | Part. | Goles |
| -------------------- | ------------- | ------------- | ----- | ----- | ---------------- | ---------------- | --------------------- | --------------------- | ----- | ----- |
| Amiens S. C. Francia | 2.ª           | 2021-22       | 5     | 0     | 0                | 0                | —                     | —                     | 5     | 0     |
| Amiens S. C. Francia | 2.ª           | 2022-23       | 5     | 0     | 0                | 0                | —                     | —                     | 5     | 0     |
| Amiens S. C. Francia | Total club    | Total club    | 10    | 0     | 0                | 0                | 0                     | 0                     | 10    | 0     |
| FC Samgurali Georgia | 1.ª           | 2023          | 28    | 3     | 3                | 1                | —                     | —                     | 31    | 4     |
| FC Samgurali Georgia | Total club    | Total club    | 28    | 3     | 3                | 1                | 0                     | 0                     | 31    | 4     |
| Total carrera        | Total carrera | Total carrera | 38    | 3     | 3                | 1                | 0                     | 0                     | 41    | 4     |